# 見附正康
見附 正康（みつけ まさやす、1975年10月9日 - ）は、日本の陶芸家。九谷焼の伝統的な赤絵細密画(赤絵細描)の技法を使い、古典的赤絵をモダンな現代的な作品に変えた第一人者。九谷赤絵を代表する作家。書道の師範も持つ。

## 人物
石川県加賀市片山津温泉出身。1997年、石川県立九谷焼技術研修所を卒業。卒業後、福島武山の内弟子ではなく、外弟子として九谷焼体験兼販売店のアルバイトをしながら工房へ週に二回、古典赤絵を習いに行く。古典赤絵の特徴でもある人物画や龍、花鳥風月等も描いていたが、誰もがイメージする九谷赤絵ではなく、独自の作風を作りたくあえてメインの絵を省略しデザイン的な紋様の展開にかかる。見附はサラリーマンの家庭に育ち、いずれ自宅に工房を構える事を決めており、赤絵細密画の技法を使い何かしら自分のカラーを出せる作品をと模索していた。当時はまだ地元からは伝統的な具象の絵を描いた方が赤絵細描らしくて良いと言われ、なかなか認められないが、ある時作品がオオタファインアーツの大田氏に注目され、アート作品として2006年にグループ展 に初出品する。その年には経済産業大臣指定伝統工芸士としても認定も受け、それを機に自宅工房にて作家活動を始める。
2007年、初個展を東京、オオタファインアーツにて開催。その出品作品は高橋コレクションで有名な高橋龍太郎にもコレクションされる。後に2009年、2016年、2022年と個展を開催し、海外のコレクターにも作品をコレクションされる。海外のアートフェア等にも参加、2017年にはしぶや黒田陶苑 にて見附正康展 を開催。2021年には ２回目の個展  を開催。石川県立美術館、金沢21世紀美術館、兵庫陶芸美術館、パラミタミュージアム、石川県九谷焼美術館等々多数の美術館に作品をコレクションされる。主な国内の展覧会には  第１回金沢世界工芸トリエンナーレ 、金沢21世紀美術館での     「工芸未来派展」 GYLE での「工芸未来派-工芸ブリッジ展」   、 兵庫陶芸美術館での「やきものを分析する展」、 岡山県立美術館 での  「形山コレクション－茶碗 掌の銀河展」  ポーラミュージアムアネックスでの   「無形にふれる展」    、パナソニック汐留美術館での   「和巧絶佳展」  (宮崎、京都、愛知と巡回)、メインビジュアルになった大皿作品は国立工芸館にて所蔵されている。兵庫陶芸美術館での   「No Man's Land展」 国立工芸館 「近代工芸と茶の湯のうつわ展」展示作品は東京国立近代美術館にて所蔵されており、愛知県陶磁器美術館「水滴 大島コレクション展」では大島氏より愛知県陶磁美術館にてこちらも所蔵されている。 
近年では国立工芸館の「ジャンルレス工芸展」、金沢21世紀美術館「コレクション展 うつわ」、日本伝統工芸展陶芸部会正会員の巡回展「未来へつなぐ陶芸展」では外部からの招待作家として展示されている。2023年、東京のWHATMUSEUM、2024年は山形美術館で開催された高橋龍太郎コレクション展でも展示された。2025年には関西圏では初となる個展、京都にある現代アートギャラリー「ARTRO」   にて開催。海外ではアートバーゼル(アートフェア)やヨーロッパ各国の美術館を巡回した   「ロジカルエモーション 日本現代美術展」   、ニューヨークの美術館での「japanesekogei futurefoward」展等がある。 
他分野のアーティストとのコラボレーション作品も発表しており、有名な作品では、中田英寿のプロジェクトにより秋元雄史プロデュースによる佐藤オオキとのコラボ作品、  セラミックスピーカー をチャリティーガラにて発表し話題に。「紋紗」の重要無形文化保持者、人間国宝の土屋順紀  と截金ガラスの山本茜 とのコラボ作品展  も注目を集めた。
特別講師として多治見市陶磁器意匠研究所や金沢卯辰山工芸工房、金沢美術工芸大学等で特別講義も行っており東洋陶磁学会第49回大会「赤絵細描と紋様表現」と題して研究発表も
伝統工芸から現代アートまで幅広く多数の展覧会へ参加し九谷焼の技法、赤絵細描を現代的文様で表現したことにより評価されていく、伝統的な技法を用い緻密な線で描く作品は、彼独特の紋線の組合せにセンスを感じ、古典的な九谷赤絵を新しいデザイン的な作品へ一変させ、新たなステージに押し上げた第一人者としての功績は非常に大きい。

## 受賞歴
- 伝統九谷焼工芸展 - 技術賞
- 全国伝統的工芸品公募展 - 経済産業省製造産業局長賞
- パラミタ陶芸大賞展 - 大賞
- 石川県いしかわデザイン賞
- 伝統文化ポーラ賞 奨励賞